# ساعة ميكانيكية

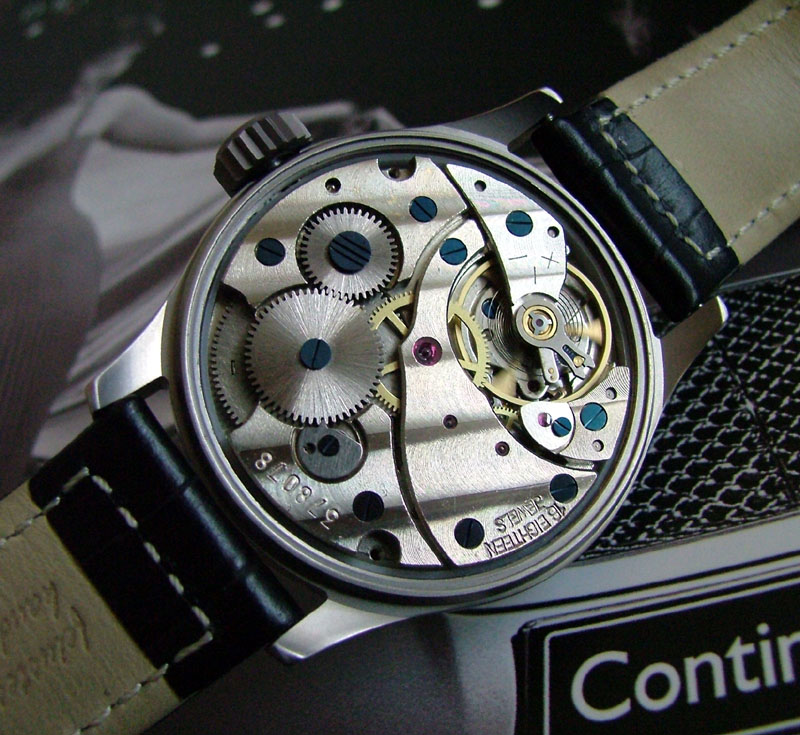
حركة ميكانيكية لساعة روسية الصنع

الساعة الميكانيكية هي الساعة التي تعتمد في قياس الوقت على حركة ميكانيكية مقارنة بساعات الكوارتز والتي تعمل إلكترونيا بواسطة بطارية صغيرة. يقوم النابض الرئيسي في الساعة الميكانيكية بمقام البطارية بساعة الكوارتز. حيث تنتقل الطاقة الصادرة عنه من خلال مجموعة من التروس إلى عجلة الاتزان، وهي عجلة متوازنة تتأرجح ذهابا وإيابا بمعدل ثابت. تعمل أداة تدعى ميزان الساعة على تحرير عجلات الساعة لتتقدم بمقدار طفيف مع كل أرجحة لعجلة الاتزان، والذي بدوره يحرك عقارب الساعة بمعدل ثابت.